# Covington (Virginie)
Pour les articles homonymes, voir Covington.
Covington est une ville indépendante de Virginie, aux États-Unis. Elle est enclavée dans le comté d'Alleghany, dont elle est le siège administratif.

## Source
- (en) Cet article est partiellement ou en totalité issu de l’article de Wikipédia en anglais intitulé « Covington, Virginia » (voir la liste des auteurs).